# Драфт НБА 1984 года
Драфт НБА 1984 года стал 38-м ежегодным драфтом Национальной баскетбольной ассоциации. Драфт проходил 19 июня 1984 года в Фелт-форуме в «Медисон-сквер-гардене» в Нью-Йорке. Транслировался в США на канале USA Network. На этом драфте 23 команды НБА выбирали студентов колледжей и других игроков, имеющих право участие в драфте, в том числе иностранцев. Клуб «Хьюстон Рокетс» выиграл сбрасывание монеты и получил право первого выбора в то время, как «Портленд Трэйл Блэйзерс», получивший право выбора в первом раунде от «Индианы Пэйсерс», выбирал вторым. Большинство специалистов сходятся во мнении, что этот драфт внёс самые существенные изменения в философию баскетбола и развитие этого вида спорта.

## Выбор
«Хьюстон Рокетс» использовал первый пик для выбора центрового Хакима Оладжьювона (тогда известный как Аким Оладжьювон), третьекурсника из Хьюстонского Университета. Оладжьювон, нигериец по происхождению, стал вторым иностранным игроком выбранным под первым номером, после Майкла Томпсона из Багамских островов в 1978 году. «Портленд Трэйл Блэйзерс» использовал второй пик для выбора Сэма Боуи из Университета Кентукки. «Чикаго Буллз» под третьим пиком выбрал игрока года NCAA Майкла Джордана из Университета Северной Каролины. Джордан стал Новичком Года и также был выбран во Вторую символическую сборную НБА в своем дебютном сезоне. Товарищ по команде Джордана в Северной Каролине, Сэм Перкинс, был выбран под четвёртым номером «Даллас Маверикс». Чарльз Баркли, третьекурсник из Университета Оберна, был задрафтован пятым «Филадельфией 76».
Оладжьювон, Джордан и Баркли, наряду с выбранным под 16 номером, Джоном Стоктоном, стали членами Зала славы баскетбола. Они также были названы в числе списка 50 величайших игроков в истории НБА, при праздновании 50-летия лиги в 1996 году. Майкл Джордан, Чарльз Баркли и Джон Стоктон стали чемпионами Олимпиады-1992 в составе легендарной «Дрим Тим».
Достижения Оладжьювона включают в себя две победы в чемпионате НБА, два титула Самого ценного игрока финала, титул Самый ценного игрок чемпионата НБА, премия Оборонительный игрок года НБА, двенадцать раз включался в символические сборные НБА, 12 раз избирался для участия в Матче всех звёзд и девять раз включался в символическую Оборонительную сборную НБА. Оладжьювон лидер НБА по количеству блок-шотов в регулярном чемпионате (3830). Майкл Джордан, считающийся лучшим игроком в истории баскетбола, шесть раз становился чемпионом НБА, пять раз признавался MVP чемпионата, 10 сезонов финишировал на первом месте по количеству набранных очков, 14 раз избирался для участия в Матче всех звёзд. Баркли и Стоктон никогда не выигрывали чемпионат НБА, но оба игрока завоевали многочисленные награды и установили множество достижений. Баркли выиграл титул самого ценного игрока в 1993, 11 раз включался в символические сборные НБА и 11 раз избирался для участия в Матче всех звёзд. Стоктон 11 раз включался в символические сборные НБА, 10 раз избирался для участия в Матче всех звёзд и 5 раз включался в символическую Оборонительную сборную НБА. Джон Стоктон, отдав 15806 передач, является лидером НБА по количеству результативных передач и перехватов.
Драфт 1984 года считается одним из лучших в истории НБА, четыре игрока участвовавшие в драфте стали членами Зала славы и семь игроков избирались для участия в Матче всех звёзд. Тем не менее, выбор Портлендом Сэма Боуи под вторым номером, считается одним из самых больших провалов в истории драфтов НБА. Считается, что Блейзерс выбрали Боуи вместо Майкла Джордана, потому что они уже имели в составе Клайда Дрекслера, игравшего успешно на аналогичной позиции. Карьера Боуи была прервана травмами; он пропустил два сезона из трёх во время его обучения в колледже. Несмотря на 10-летнюю карьеру в НБА и набранных в среднем 10,9 очков и 7,5 подборов за игру, Боуи был пять раз оперировался, проведя всего 139 игр за 5 лет в Портленеде.
26-летний Оскар Шмидт был задрафтован клубом НБА «Нью-Джерси Нетс», но, несмотря на ряд предложений выступать за американские клубы, Шмидт отказался ехать играть в США, так как в этом случае он утрачивал свой любительский статус и не смог бы выступать за сборную Бразилии (до 1989 года игроки НБА, как профессионалы, не могли выступать за свои сборные). Он остался играть в Италии, а затем в Бразилии. Участвовал в пяти Олимпиадах и был лучшим бомбардиром в трёх из них. Он закончил свою карьеру с 49 703 набранными очками с различными клубами и сборной Бразилии, больше, чем лидер НБА по количеству набранных очков, Карим Абдул-Джаббар, который набрал 38387 очка за свою карьеру НБА.

## Легенда
|  | Игроки, выбранные в Зал славы баскетбола                   |
|  | Участники Матча всех звёзд и игроки сборной всех звёзд НБА |
|  | Участники Матча всех звёзд                                 |
|  | Игроки сборной всех звёзд                                  |
|  | Баскетболисты, не игравшие в НБА                           |

## Драфт

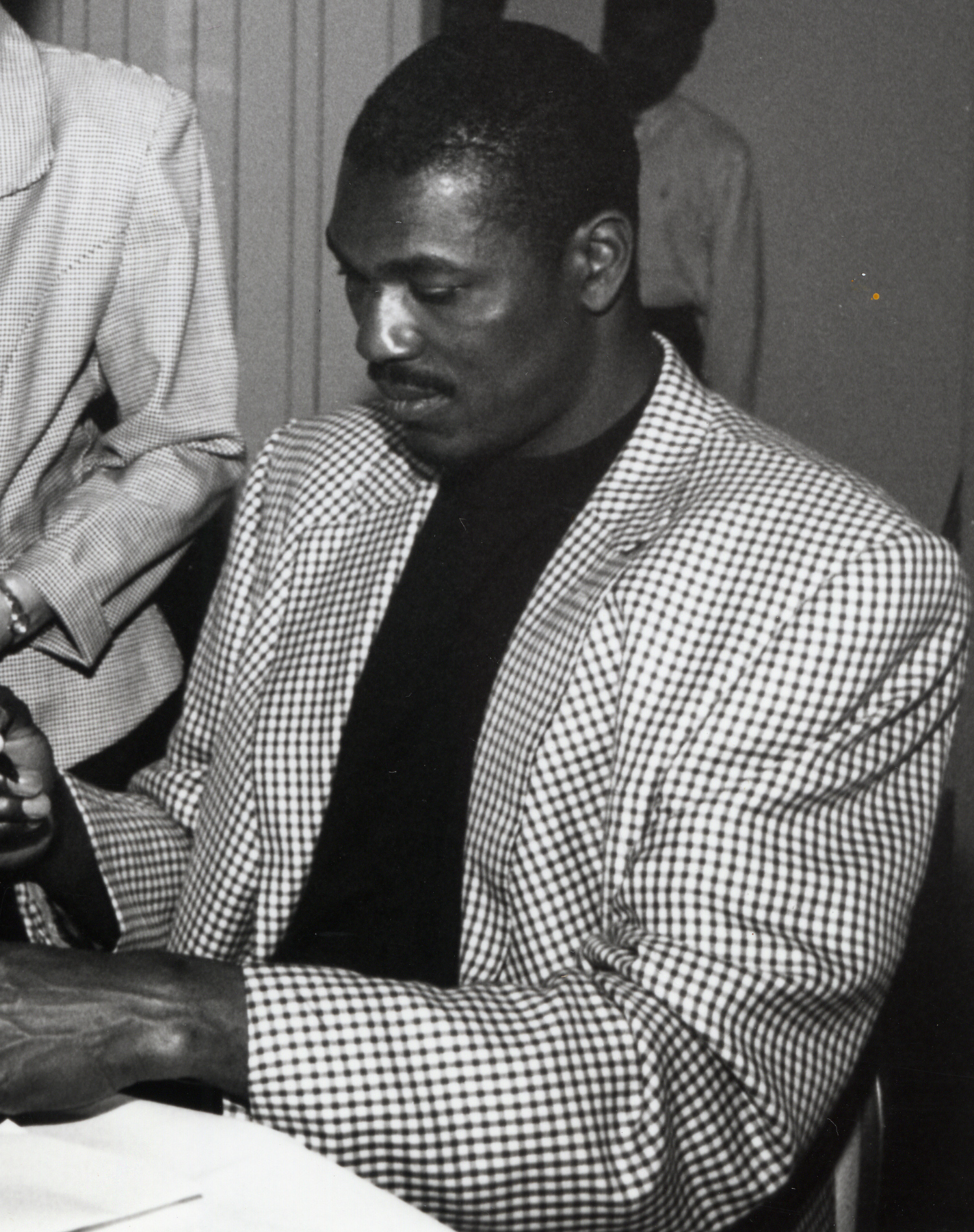
Хаким Оладжьювон выбран под первым номером «Хьюстон Рокетс».

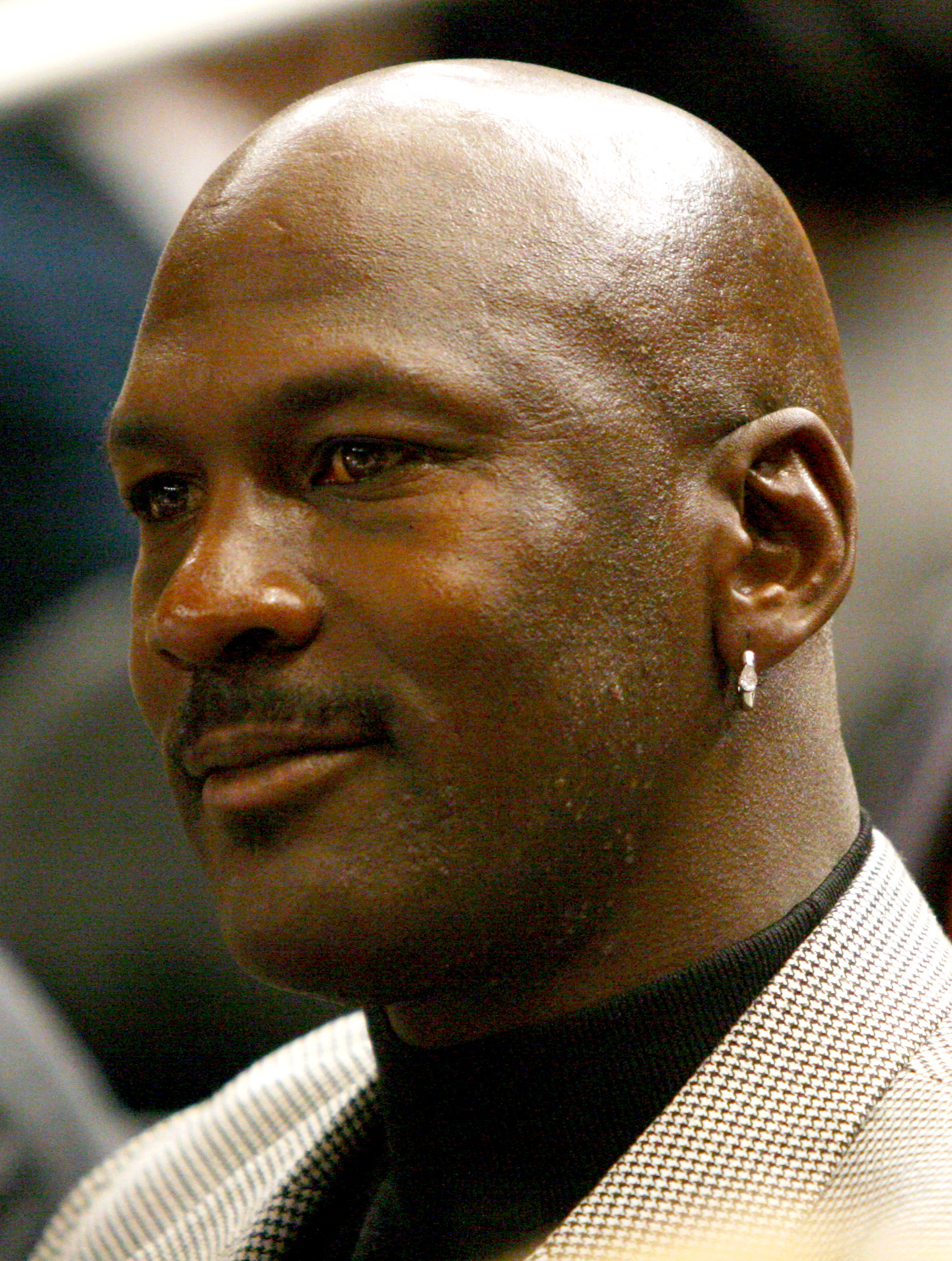
Майкл Джордан выбран под 3-м пиком «Чикаго Буллз».

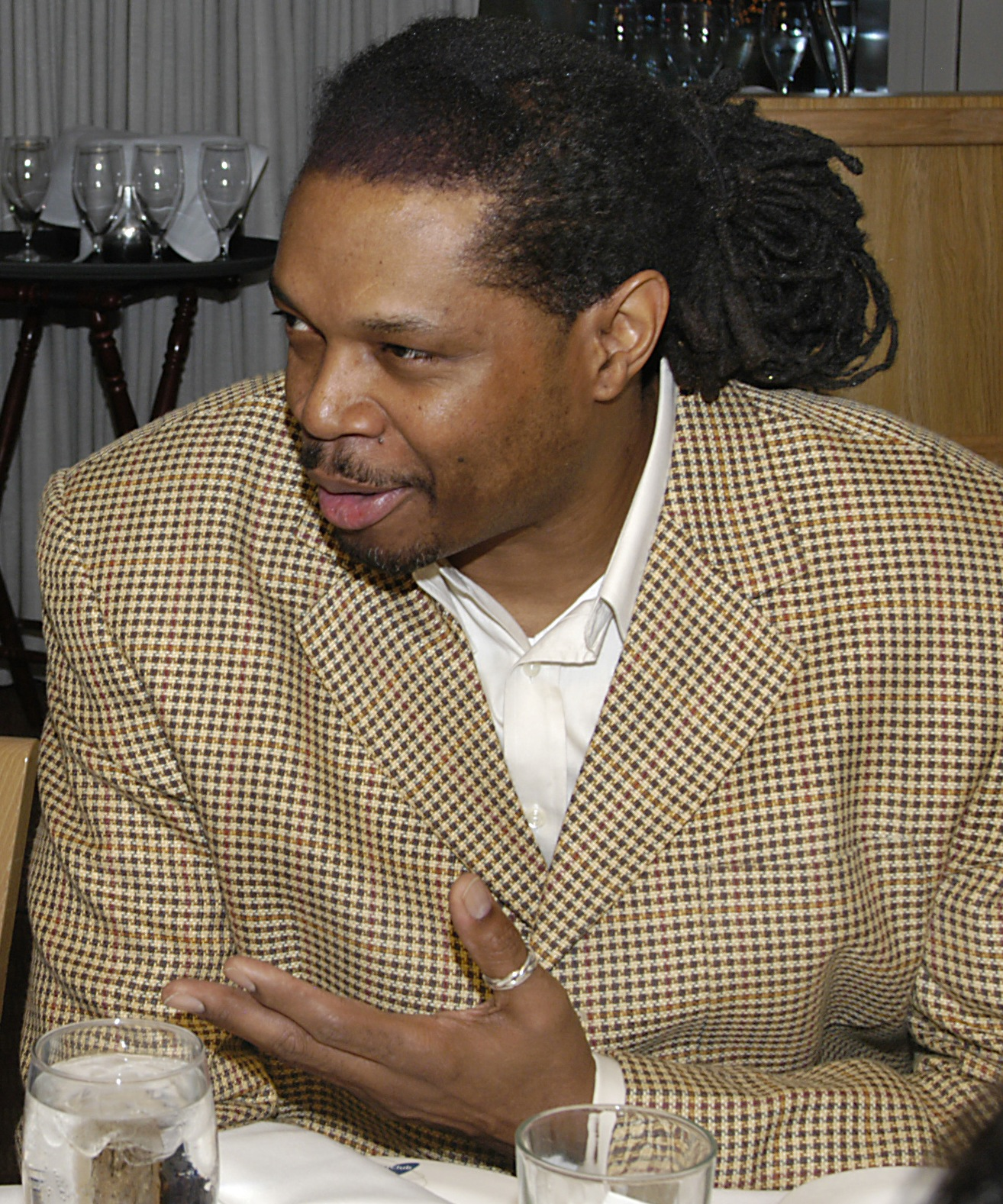
Сэм Перкинс выбран 4-м «Даллас Маверикс».

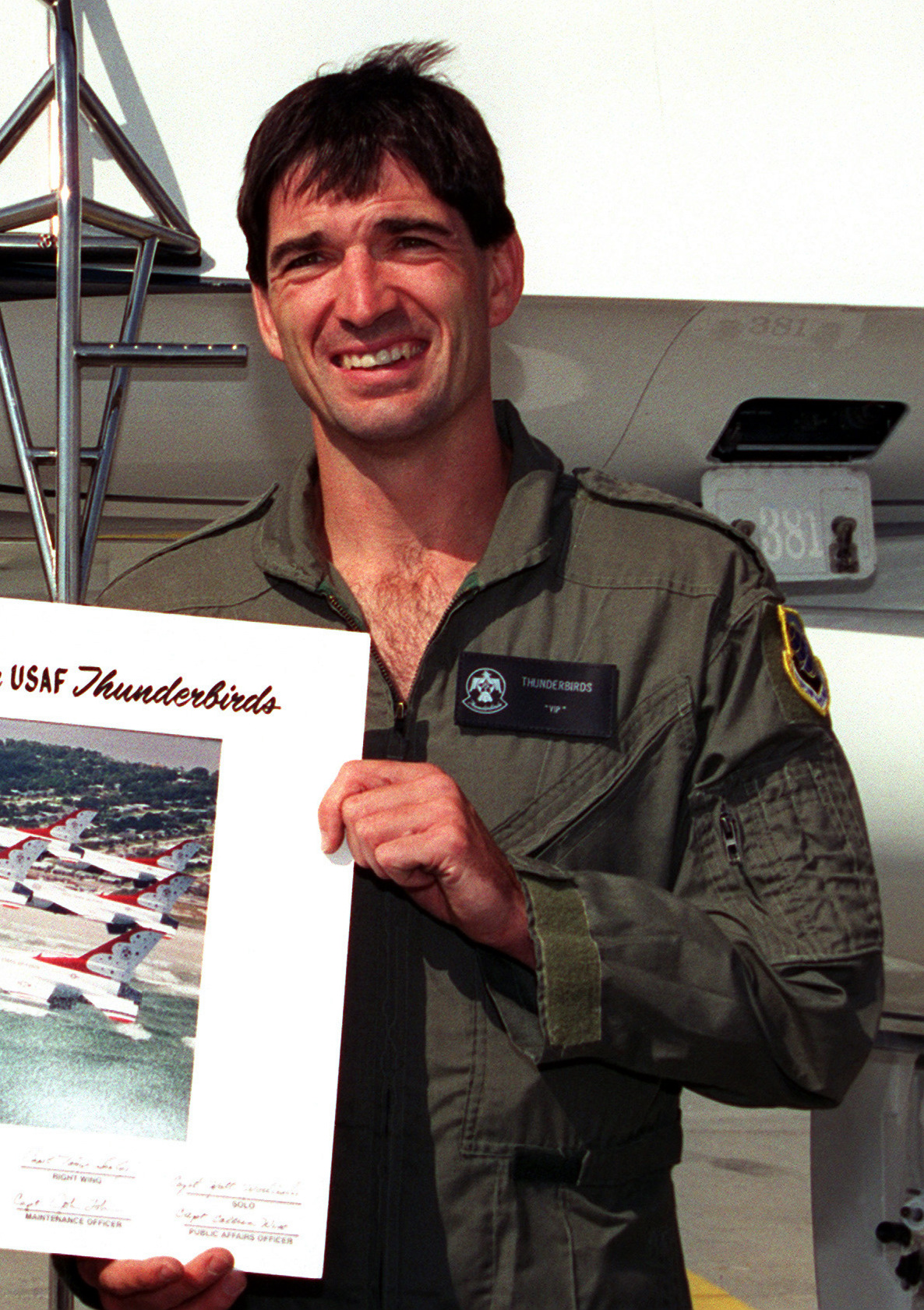
Джон Стоктон выбран под 16-м пиком «Юта Джаз».

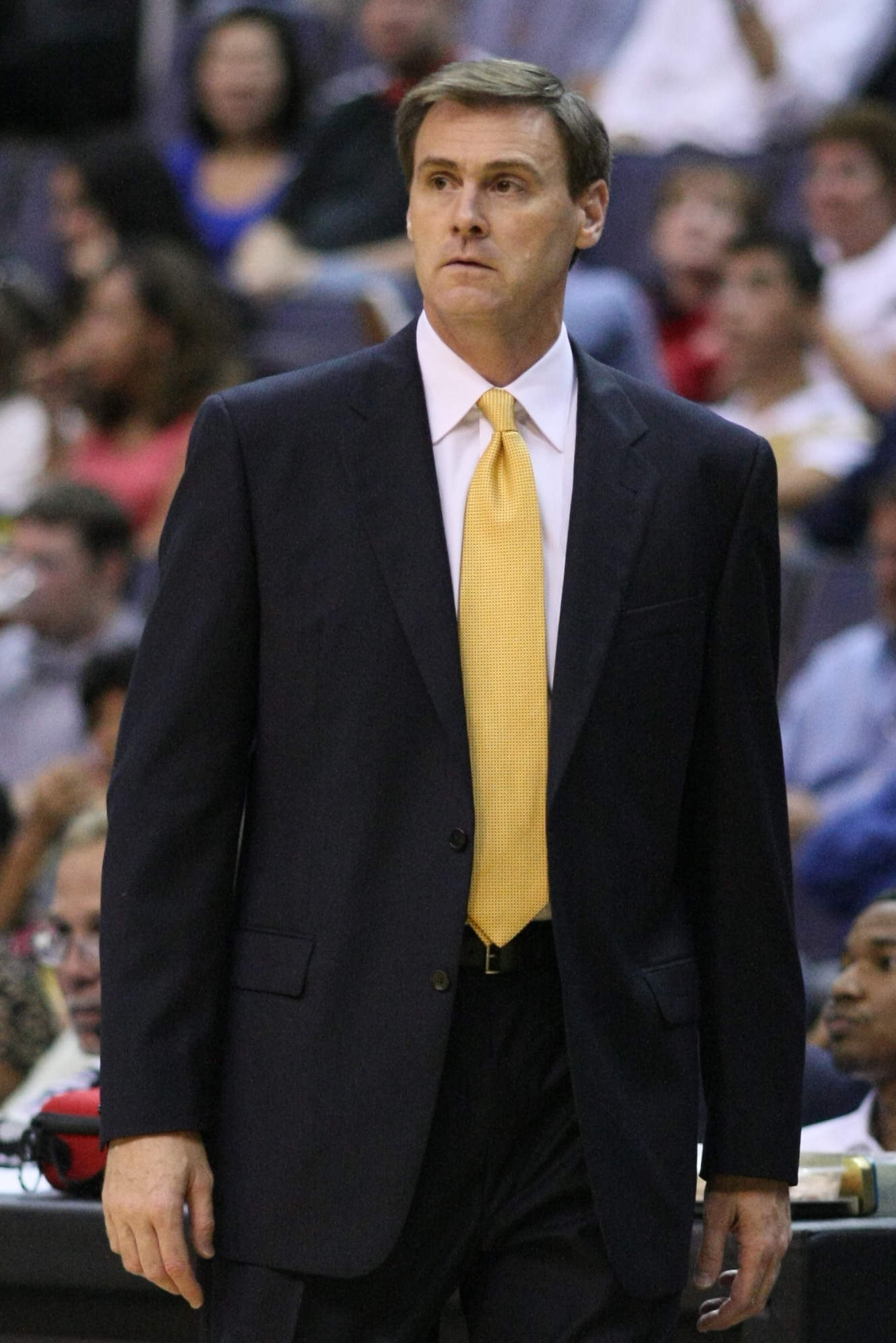
Рик Карлайл выбран в третьем раунде «Бостон Селтикс».

| Раунд | Выбор | Игрок            | Позиция | Гражданство   | Клуб                                                          | Университет                                                 |
| ----- | ----- | ---------------- | ------- | ------------- | ------------------------------------------------------------- | ----------------------------------------------------------- |
| 1     | 1     | Хаким Оладжьювон | Ц       | Нигерия · США | Хьюстон Рокетс                                                | Хьюстонский университет (третьекурсник)                     |
| 1     | 2     | Сэм Боуи         | Ф/Ц     | США           | Портленд Трэйл Блэйзерс (от Индианы)[d]                       | Университет Кентукки (четверокурсник)                       |
| 1     | 3     | Майкл Джордан^   | З/Ф     | США           | Чикаго Буллз                                                  | Университет Северной Каролины в Чапел-Хилл (третьекурсник)  |
| 1     | 4     | Сэм Перкинс      | Ф/Ц     | США           | Даллас Маверикс (от Кливленда)[e]                             | Университет Северной Каролины в Чапел-Хилл (четверокурсник) |
| 1     | 5     | Чарльз Баркли^   | Ф       | США           | Филадельфия 76 (от Л. А. Клипперс)[f]                         | Университет Оберна (третьекурсник)                          |
| 1     | 6     | Мелвин Тарпин    | Ц       | США           | Вашингтон Буллетс (обменян в Кливленд)[a]                     | Университет Кентукки (четверокурсник)                       |
| 1     | 7     | Элвин Робертсон* | З       | США           | Сан-Антонио Спёрс                                             | Арканзас (четверокурсник)                                   |
| 1     | 8     | Ланкастер Гордон | З       | США           | Лос-Анджелес Клипперс (от Голден Стэйт)[g]                    | Луисвиллский университет (четверокурсник)                   |
| 1     | 9     | Отис Торп+       | Ф/Ц     | США           | Канзас-Сити Кингз                                             | Колледж Провиденса (четверокурсник)                         |
| 1     | 10    | Леон Вуд         | З       | США           | Филадельфия 76 (от Денвера)[h]                                | Университет штата Калифорния в Фулертоне (четверокурсник)   |
| 1     | 11    | Кевин Уиллис*    | Ф/Ц     | США           | Атланта Хокс                                                  | Университет штата Мичиган (четверокурсник)                  |
| 1     | 12    | Тим Маккормик    | Ц       | США           | Кливленд Кавальерс (обменян в Сиэтл)[a]                       | Мичиганский университет (четверокурсник)                    |
| 1     | 13    | Джей Хамфрис     | З       | США           | Финикс Санз                                                   | Колорадский университет в Боулдере (четверокурсник)         |
| 1     | 14    | Майкл Кейдж      | Ф/Ц     | США           | Лос-Анджелес Клипперс (от Сиэтла)[i]                          | Университет штата Калифорния в Сан-Диего (четверокурсник)   |
| 1     | 15    | Теренс Стэнсбери | З       | США           | Даллас Маверикс                                               | Университет Темпла (четверокурсник)                         |
| 1     | 16    | Джон Стоктон^    | З       | США           | Юта Джаз                                                      | Университет Гонзага (четверокурсник)                        |
| 1     | 17    | Джефф Тернер     | Ф/Ц     | США           | Нью-Джерси Нетс                                               | Вандербильт (четверокурсник)                                |
| 1     | 18    | Верн Флеминг     | З       | США           | Индиана Пэйсерс (от Нью-Йорка)[j]                             | Университет Джорджии (четверокурсник)                       |
| 1     | 19    | Бернард Томпсон  | З/Ф     | США           | Портленд Трэйл Блэйзерс                                       | Университет штата Калифорния во Фресно (четверокурсник)     |
| 1     | 20    | Тони Кэмбел      | З/Ф     | США           | Детройт Пистонс                                               | Университет штата Огайо (четверокурсник)                    |
| 1     | 21    | Кенни Филдс      | З/Ф     | США           | Милуоки Бакс                                                  | УКЛА (четверокурсник)                                       |
| 1     | 22    | Том Севел        | З       | США           | Филадельфия 76 (обменян в Вашингтон)[b]                       | Университет Ламар (четверокурсник])                         |
| 1     | 23    | Эрл Джонс        | Ц       | США           | Лос-Анджелес Лейкерс                                          | Университет округа Колумбия (четверокурсник)                |
| 1     | 24    | Майкл Янг        | З/Ф     | США           | Бостон Селтикс                                                | Хьюстонский университет (четверокурсник)                    |
| 2     | 25    | Девин Дюррант    | Ф       | США           | Индиана Пэйсерс                                               | Университет Бригама Янга (четверокурсник)                   |
| 2     | 26    | Виктор Флеминг#  | З       | США           | Портленд Трэйл Блэйзерс (от Чикаго через Индиану)[k]          | Ксавьер (четверокурсник])                                   |
| 2     | 27    | Рон Андерсон     | З/Ф     | США           | Кливленд Кавальерс                                            | Университет штата Калифорния во Фресно (четверокурсник)     |
| 2     | 28    | Кори Блэквелл    | Ф       | США           | Сиэтл Суперсоникс (от Хьюстона)[l]                            | Университет Висконсина в Мадисоне (третьекурсник)           |
| 2     | 29    | Стюарт Грей      | Ф/Ц     | США · Панама  | Индиана Пэйсерс (от Л. А Клипперс через Филадельфию)[m]       | Калифорнийский университет в Лос-Анджелесе (третьекурсник)  |
| 2     | 30    | Стив Бард        | З       | США           | Голден Стэйт Уорриорз (от Вашингтона)[n]                      | Университет Айона (четверокурсник)                          |
| 2     | 31    | Джей Мёрфи       | Ф       | США           | Голден Стэйт Уорриорз (обменян в Л. А Клипперс)[c]            | Бостонский колледж (четверокурсник)                         |
| 2     | 32    | Эрик Тёрнер#     | З       | США           | Детройт Пистонс (от Сан-Антонио)[o]                           | Мичиганский университет (третьекурсник)                     |
| 2     | 33    | Стив Кольтер     | З       | США           | Портленд Трэйл Блэйзерс (от Денвера)[p]                       | Университет штата Нью-Мехико (четверокурсник)               |
| 2     | 34    | Тони Костнер#    | Ц       | США           | Вашингтон Буллетс (от Канзас-Сити через Детройт и Атланта)[q] | Университет Сент-Джозеф (четверокурсник)                    |
| 2     | 35    | Отел Уилсон      | З       | США           | Голден Стэйт Уорриорз (от Атланты)[r]                         | Виргинский университет (четверокурсник)                     |
| 2     | 36    | Чарльз Джонс     | Ф       | США           | Финикс Санз                                                   | Луисвиллский университет (четверокурсник)                   |
| 2     | 37    | Бен Коулмен      | Ф       | США           | Чикаго Буллз (от Сиэтла через Атланта и Канзас-Сити)[s]       | Мэрилендский университет в Колледж-Парке (четверокурсник)   |
| 2     | 38    | Чарльз Ситтон    | Ф       | США           | Даллас Маверикс                                               | Университет штата Орегон (четверокурсник)                   |
| 2     | 39    | Дэнни Янг        | З       | США           | Сиэтл Суперсоникс (от Нью-Джерси)[t]                          | Университет Уэйк Форест (четверокурсник)                    |
| 2     | 40    | Энтони Тичи#     | Ф       | США           | Даллас Маверикс (от Юты)[u]                                   | Университет Уэйк Форест (четверокурсник)                    |
| 2     | 41    | Том Слаби        | З       | США           | Даллас Маверикс (от Нью-Йорк через Нью-Джерси)[v]             | Университет Нотр-Дам (четверокурсник)                       |
| 2     | 42    | Уилли Уайт       | З       | США           | Денвер Наггетс (от Портленда)[w]                              | Университет Теннесси в Чаттануге (четверокурсник)           |
| 2     | 43    | Грег Уилтьер#    | Ц       | Канада        | Чикаго Буллз (от Детройта через Индиану и Канзас-Сити)[x]     | Викторианский университет (четверокурсник)                  |
| 2     | 44    | Фред Рэйнольдс#  | Ф       | США           | Вашингтон Буллетс (от Милуоки)[y]                             | Университет Техаса в Эль-Пасо (четверокурсник)              |
| 2     | 45    | Гэри Пламер      | Ф/Ц     | США           | Голден Стэйт Уорриорз (от Филадельфия 76)[z]                  | Бостонский университет (четверокурсник)                     |
| 2     | 46    | Джером Керси     | Ф       | США           | Портленд Трэйл Блэйзерс (от Л. А. Лейкерс)[aa]                | Университет Лонгвуд (четверокурсник)                        |
| 2     | 47    | Ронни Уилльямс#  | Ф       | США           | Бостон Селтикс                                                | Флоридский университет (четверокурсник)                     |